# Vicálvaro
Vicálvaro is een district in de Spaanse hoofdstad Madrid, met 66.437 inwoners.

## Wijken
- Ambroz
- Casco Histórico de Vicálvaro

Centro · Arganzuela · Retiro · Salamanca · Chamartín · Tetuán · Chamberí · Fuencarral-El Pardo · Moncloa-Aravaca · Latina · Carabanchel · Usera · Puente de Vallecas · Moratalaz · Ciudad Lineal · Hortaleza · Villaverde · Villa de Vallecas · Vicálvaro · San Blas · Barajas